# Rhizoblepharia neotropica
Rhizoblepharia neotropica är en svampart som beskrevs av Erb & Korf 1972. Rhizoblepharia neotropica ingår i släktet Rhizoblepharia och familjen Pyronemataceae.   Inga underarter finns listade i Catalogue of Life.